# Dierentuin

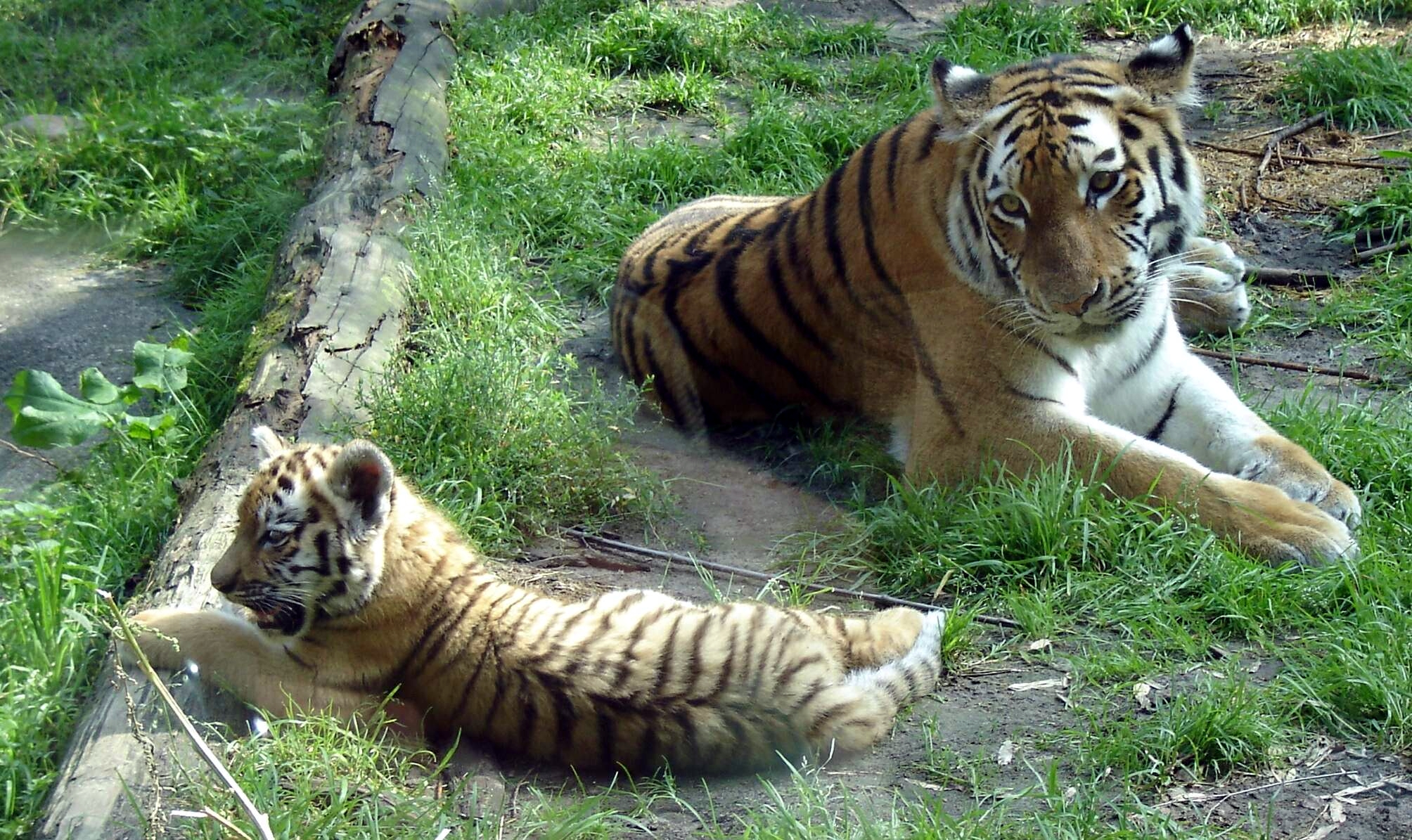
Siberische tijgers in Dierenpark Amersfoort

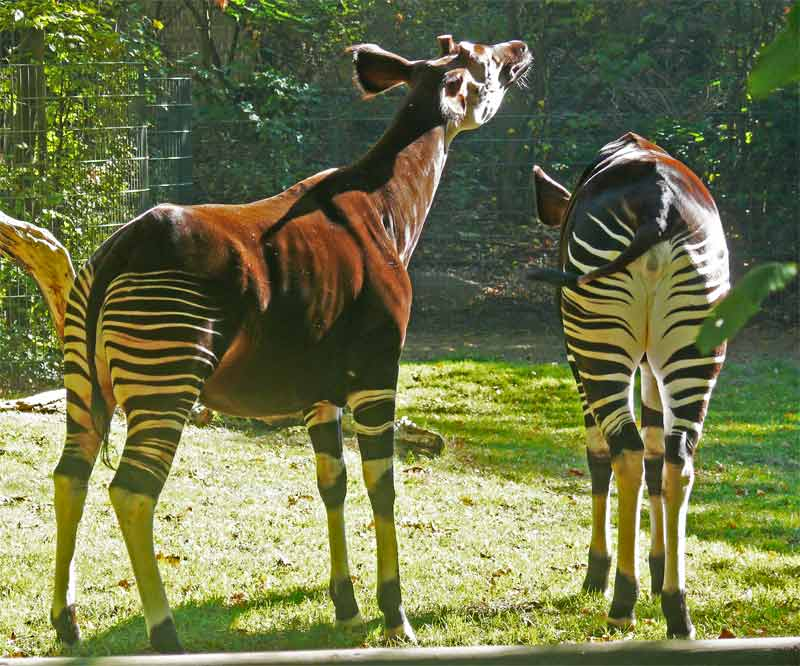
Okapi's in Zoologischer Garten in Berlijn

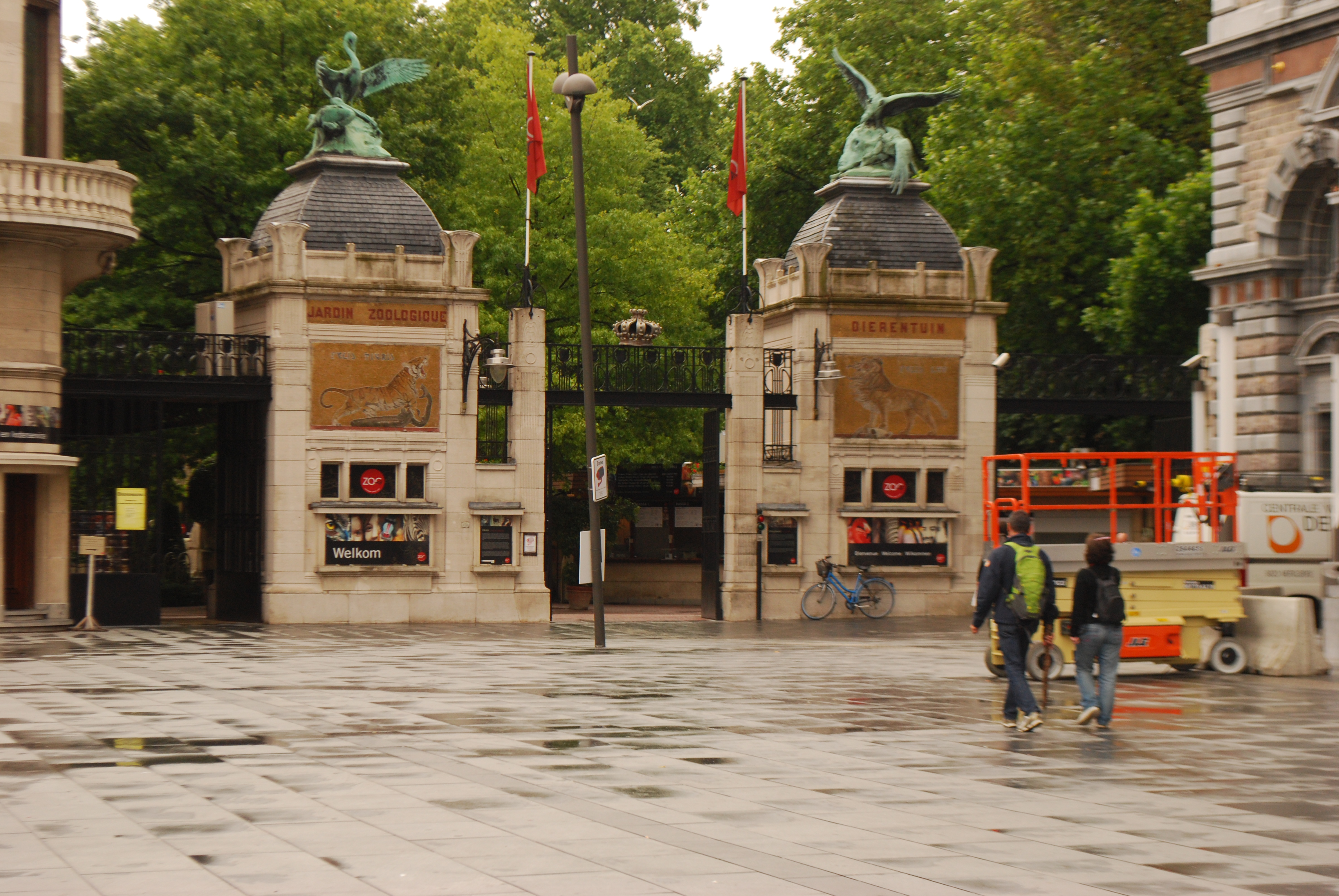
Ingangsgebouw van de ZOO Antwerpen

Een dierentuin, dierenpark, diergaarde of zoo is een verzameling levende, oorspronkelijk wilde dieren die in een vaak parkachtige omgeving in gevangenschap worden gehouden om het publiek de gelegenheid te geven ze te kunnen bekijken. De oudste nog bestaande dierentuin is de Tiergarten Schönbrunn (1752). Wereldwijd zijn er circa 3.000 dierentuinen, waarvan circa 250 in Europa.
De dierentuinen in Europa dienen volgens Europese wetgeving (de Europese Dierentuinrichtlijn) over een Dierentuinvergunning te beschikken.

## Geschiedenis
De menagerieën, een verzameling dieren aan een koninklijk hof of bij een rijke particulier, die in het midden van de achttiende eeuw ontstonden, waren de voorlopers van de moderne dierentuin. De eerste dierentuin die opengesteld werd voor het grote publiek, was de Tiergarten Schönbrunn in Wenen. De dierentuin werd aangelegd door de Nederlander Adriaan van Steckhoven.
Artis is de oudste dierentuin van Nederland en werd geopend in 1838. ZOO Antwerpen uit 1843 is de oudste dierentuin van België.
In de negentiende eeuw werden in verschillende dierentuinen niet alleen wilde dieren getoond, maar ook exotische rariteitenkabinetten en shows of tentoonstellingen met mensen uit Afrika of de Nederlandse koloniën in het Caribisch gebied. Deze menselijke dierentuinen kregen later een plek op verschillende Wereldtentoonstellingen of koloniale tentoonstellingen. Zo woonde in de Antwerpse Zoo langere tijd 'Jefke van den Zoölogie' (Jozef Moller). Deze zwarte jongen was op tienjarige leeftijd aan de Antwerpse Koninklijke Maatschappij voor Dierkunde aangeboden door kapitein Louis Meyer van de Magalhaes. Hij mocht ongekooid rondlopen in de dierentuin.
De Zwitserse zoöloge Monika Meyer-Holzapfel was de eerste vrouwelijke directeur van een dierentuin ooit in Europa. In 1944 werd zij directrice van het Dählhölzli-dierenpark in Bern in Zwitserland.

## Beschrijving
Veel dierentuinen hebben een mix van allerlei verschillende diersoorten, zoals katachtigen, apen, beren, vissen, zeezoogdieren, vogels, grote hoefdieren, reptielen, insecten en knaagdieren. Elke dierentuin legt echter een eigen nadruk, om zichzelf te specialiseren en te profileren, maar ook afhankelijk van de hoeveelheid beschikbare ruimte. Ook zijn er dierenparken die zich specifiek toeleggen op één diersoort of familie, zoals zeezoogdieren (bijvoorbeeld het Dolfinarium in Harderwijk), apen (bijvoorbeeld Apenheul in Apeldoorn), vlinders (bijvoorbeeld Vlinderparadijs Papiliorama in Havelte) en vogels (bijvoorbeeld Vogelpark Avifauna in Alphen aan den Rijn).
In oudere nog bestaande dierentuinen zitten de dieren in kooien of hokken. Dieren zijn in moderne dierentuinen in verblijven ondergebracht waarbij wordt geprobeerd enigszins de natuurlijke leefomgeving van de diersoort na te bootsen. Ook zijn er dierentuinen waarbij de dieren vrij rondlopen op een groot terrein, waarbij de bezoekers in bussen of treintjes rondrijden over dit terrein. Zulke dierentuinen worden vaak wildparken of safariparken genoemd. In veel dierentuinen zijn ook speeltuinen en eet- en drinkgelegenheden (zowel kraampjes als restaurants) aanwezig. Ook bevinden zich in veel dierentuinen exposities met informatiepanelen, foto's en vitrines over dieren of natuur- en milieuonderwerpen.

## Functies

### Ontspanning
Dierentuinen hebben ten eerste een functie voor vermaak en ontspanning, door bezoekers de gelegenheid te geven dieren te bekijken die men normaal niet van dichtbij of in eigen land kan zien. Door de vaak parkachtige omgeving wordt een bezoek vaak als ontspannend ervaren. In sommige dierentuinen worden shows gegeven met bijvoorbeeld roofvogels of zeezoogdieren. Ook geven sommige dierentuinen bij de verblijven aan hoe laat de dieren gevoerd worden, hetgeen bij bijvoorbeeld apen, katachtigen, zeehonden of pinguïns vaak een populaire publieksattractie is, aangezien degene die de dieren voert hierbij vaak interessante dingen over ze vertelt. Verder bevinden zich in veel dierentuinen winkeltjes waar aandenkens kunnen worden gekocht die te maken hebben met dieren, zoals knuffels, beeldjes, sleutelhangers en boeken. Ook is in deze winkeltjes en bij de entree een parkgids verkrijgbaar met interessante informatie over de dierentuin. Hierin staat ook een plattegrond van de dierentuin. Deze plattegrond krijgt men daarnaast ook vaak los bij het entreebewijs. Hierop staan indien nodig ook de show- en/of voedertijden vermeld.

### Natuureducatie
Ten andere grijpen veel dierentuinen de nieuwsgierigheid van de bezoeker aan om hen te informeren over diersoorten en in het verlengde daarvan soms over natuur en milieu in het algemeen. Dierentuinen hebben dus ook een educatieve functie. Dierentuinen worden dan ook regelmatig door schoolklassen bezocht. In veel dierentuinen bevinden zich bij de dierenverblijven informatieborden over de dieren die er gehouden worden, met informatie zoals de natuurlijke leefomgeving, het voortplantingsgedrag en bijzondere eigenschappen. Ook worden bezoekers met informatiepanelen, foto's en vitrines geïnformeerd over andere onderwerpen dan de getoonde dieren, bijvoorbeeld over dieren die er niet gehouden kunnen worden (bijvoorbeeld grote zeezoogdieren), over dinosauriërs of andere uitgestorven diersoorten, of over algemene natuur- en milieuonderwerpen zoals klimaatverandering, milieuvervuiling, et cetera.
Een voorbeeld is Diergaarde Blijdorp, waar een tentoonstelling over walvissen te zien is. Tevens kunnen bezoekers een kijkje nemen in een laboratorium waar algen en kleine rivierkreeftjes worden gekweekt als voeding voor de vissen.
In dit verband verdient ook vermelding de indrukwekkende inzet van de Nederlandse bioloog en voormalig hoofd voorlichting van Artis, A.F.J. Portielje, gedurende de jaren 1920 t/m 1960 om met lezingen, radio-causerieen en publicaties de interesse voor de dierenwereld uit te breiden.
Verder kunnen er rondleidingen worden gegeven waarbij een gids interessante informatie vertelt over de dieren en hun leefgebied.  Bij zo'n rondleiding kan tevens een kijkje achter de schermen worden genomen doordat de gids de bezoekers naar ruimtes leidt waar zij normaal gesproken niet mogen komen, zoals bv. de machinekamer van een aquarium, de kweekplaats voor zeedieren of de dierenkliniek. Om deel te nemen aan een rondleiding dient men dit bij de kassa of via de site van de dierentuin te melden. Dan wordt men voorafgaand aan het bezoek geïnformeerd over de starttijd en de plek waar men zich moet melden.
Ook worden er in dierentuinen tv-programma's opgenomen, waarin een kijkje achter de schermen wordt genomen. Een bekend voorbeeld hiervan is Het echte leven in de dierentuin. Andere programma's zijn Drukte in de Dierentuin en Burgers Zoo: Natuurlijk. Op deze manier krijgen mensen ook thuis interessante informatie over het reilen en zeilen in een dierentuin. Daarnaast staat er veel informatie over de dieren op de sites van dierentuinen.

### Studie en fokprogramma's
Ten derde hebben dierentuinen veelal een rol in het bestuderen van diersoorten, en het bijdragen aan de instandhouding van soorten. In dierentuinen vindt studie van het gedrag van dieren plaats doordat dierentuinen tegenwoordig meer inspanningen leveren om het verblijf zo natuurlijk mogelijk in te richten en indien mogelijk twee of meer diersoorten in eenzelfde verblijf onder te brengen. De kennis die hierdoor vergaard wordt kan weer gebruikt worden om diersoorten beter te helpen of te beschermen. Ook hebben veel diersoorten een fokprogramma om met uitsterven bedreigde soorten te behouden en indien mogelijk weer exemplaren in het wild uit te zetten. Dit wordt vaak vermeld bij de verblijven van de betreffende dieren.

### Lichtfestivals
In de wintermaanden, waarin het vroeg donker is organiseren sommige dierentuinen lichtfestivals, waarbij verspreid over de dierentuin diverse lichtsculpturen zijn te zien. Op deze manier kunnen ze ook in deze maanden langer open blijven. Voor deze lichtfestivals dienen aparte tickets te worden gekocht, maar ze zijn soms ook te combineren met reguliere tickets.

## Samenwerking
Zowel met betrekking tot het fokken van dieren als bij het doen van onderzoek werken dierentuinen steeds meer samen.
Om bij de hierboven genoemde fokprogramma's de negatieve gevolgen van inteelt te voorkomen, wordt er voor diersoorten een stamboek vastgelegd, en worden er exemplaren tussen dierentuinen onderling uitgewisseld.
Gemeenschappelijk onderzoek bij Nederlandse dierentuinen vindt plaats via de vereniging Nationaal Onderzoek Dierentuinen. Samenwerking met betrekking tot het fokken vindt plaats via kweekgroepen en meer algemeen is er in Nederland samenwerking via de Nederlandse Vereniging van Dierentuinen (NVD) door de grotere dierentuinen en via Dier en Park door de kleinere dierentuinen.